# Phantasy Star

Schermata del titolo del primo episodio

Phantasy Star è una serie di videogiochi di ruolo giapponesi creata da SEGA. Il franchise debutta nel 1987 con l'uscita del primo titolo della serie, Phantasy Star, su console Sega Master System. 
I primi quattro titoli della serie si ambientano nel sistema planetario di Algol, e sono dei giochi di ruolo per giocatore singolo. I successivi episodi, ovvero i capitoli di Phantasy Star Online e Phantasy Star Universe, appartengono invece al genere degli MMORPG.
La serie di Phantasy Star è considerata oggi, assieme ai franchise di Dragon Quest e Final Fantasy, tra le saghe più importanti e popolari del genere JRPG su console.

## Serie originale

### Serie principale
- Phantasy Star
- Phantasy Star II
- Phantasy Star III: Generations of Doom
- Phantasy Star IV: The End of the Millennium

### Raccolte e remake
- Phantasy Star Collection
- Phantasy Star Generation 1
- Phantasy Star Generation 2
- Phantasy Star Complete Collection

### Spin-off
- Phantasy Star Gaiden
- Phantasy Star Adventure
- Phantasy Star II Text Adventures

## Online

### Phantasy Star Online
- Phantasy Star Online
  - Phantasy Star Online Episode I & II
  - Phantasy Star Online Episode III: C.A.R.D. Revolution
  - Phantasy Star Online Episode IV: Blue Burst

### Phantasy Star Online 2
- Phantasy Star Online 2
- Phantasy Star Online 2 es
- Phantasy Star Online 2 New Genesis

### Spin-off
- Phantasy Star Zero
- Phantasy Star Nova
- Idola: Phantasy Star Saga

## Universe

### Phantasy Star Universe
- Phantasy Star Universe
  - Phantasy Star Universe: Ambition of the Illuminus

### Phantasy Star Portable
- Phantasy Star Portable[2]
- Phantasy Star Portable 2[3]
  - Phantasy Star Portable 2 Infinity